# ブローニュ＝ビヤンクール
ブローニュ＝ビヤンクール（Boulogne-Billancourt）は、フランス中北部の都市である。イル＝ド＝フランス地域圏オー＝ド＝セーヌ県に属し、パリ近郊の都市としては最も人口が多い。1926年に現在の名称となるまではブローニュ＝シュル＝セーヌ（Boulogne sur Seine）と呼ばれていた。

## 地理
パリ南西部と市境を接する。西と南はセーヌ川を境界とし、東はパリ16区と、北はブローニュの森と、西はサン＝クルー及びセーヴルと、南はイシー＝レ＝ムリノー及びムードンと接している。

## 概要
1920年代にルノーの工場があったことにより大きく発展した街である。
この時代に作られたアールデコ様式やパクボ (Pâquebot 蒸気船) 様式と言われる白く四角いコンクリート建築の近代住宅の傑作が多数並んでいる。ル・コルビュジエの初期建築「リプシッツ=ミスチャニノフ邸」「クック邸」「テルジニアン邸」がある。いずれも一般邸宅だが、ル・コルビュジエ財団による内部見学案内がある。境界界隈のパリ16区ナンジェセール・エ・コリ通り (fr) 24番地にある「イムーブル・モリトー (fr)」 は、コルビュジエ自身が1935年から亡くなる1965年までアトリエ兼居住した建物で、現在ル・コルビュジエ財団になっている。
また、ブローニュ映画撮影所があり、フランス映画の重要な産業地帯となっている。かつては市内にもう一つビヤンクール映画撮影所（1992年閉鎖）も存在した。
その他「1930年代美術館」、T.ガルニエ設計の市役所などが並ぶ。また日本庭園を含む多数の様式の庭が並ぶアルベール・カーン庭園、ポール・ランドゥスキ美術館がある。

## 交通

### 道路
- A13

### 鉄道
- 地下鉄・メトロ （RATP） （Métro）
  -  9号線
    - ポン・ド・セーヴル駅 – ビヤンクール駅 – マルセル・サンバ駅

  -  10号線
    - ブローニュ＝ポン・ド・サン＝クル駅 – ブローニュ＝ジャン・ジョレス駅

## 経済
- ルノー本社
- カルフールグループ本社
- レキップ本社
- セフォラ本社
- エーグル本社
- エルベ・シャプリエ本社

## 教育
- ブローニュ＝ビヤンクール地方音楽院

## 関係者
出身者
- エドモン・バンジャマン・ド・ロチルド（男爵・銀行家、パリ・ロチルド家初代ジェームスの末子） - ブローニュ＝ビヤンクールに生まれ、同地で死去。パリ10区マジャンタ大通り115番地等に居住。
- ルイ・アルフヴィドソン（建築家） - 作品に、パリ14区モンパルナス地区にある1910年築カンパーニュ・プルミエール通り31番地bis建物など。アール・デコの予兆を見せるアール・ヌーヴォー様式の建物。
- クロード・ピノトー（映画監督）
- エディット・クレッソン（元フランス首相）
- フランソワ・シャトレ（哲学者、思想家）
- フランス・リュミイ（フランス語版）（女優） - 映画『ルイ・ド・フュネスのサントロペシリーズ』の修道女役で知られている。
- カトリーヌ・スパーク（女優、歌手、タレント）
- シャルル・ナポレオン（ナポレオン7世、ボナパルト家）
- セシリア・アティヤス（元フランス大統領ニコラ・サルコジの前妻）
- フロランス・パルリ（現フランス軍事大臣）
- ディディエ・ドゥコワン（作家）
- ザジ (歌手)

居住者
- ジェームス・ド・ロチルド（男爵・銀行家、パリ・ロチルド家初代） - 1855年-1861年の間、ルイ14世様式（バロック建築）の Château Rothschild をこの地に建造した。
- ルイ・ルノー（実業家、ルノー創業者） - パリ8区アンリ＝ベルグソン広場（fr）界隈で生まれ、ブローニュ＝ビヤンクール、パリ16区フォッシュ大通り界隈に居住。
- 守谷慧（守谷絢子 (高円宮絢子女王) の夫） - 幼少期に通産官僚の父親の赴任で滞在居住。

## ギャラリー

ブローニュ＝ビヤンクールの位置
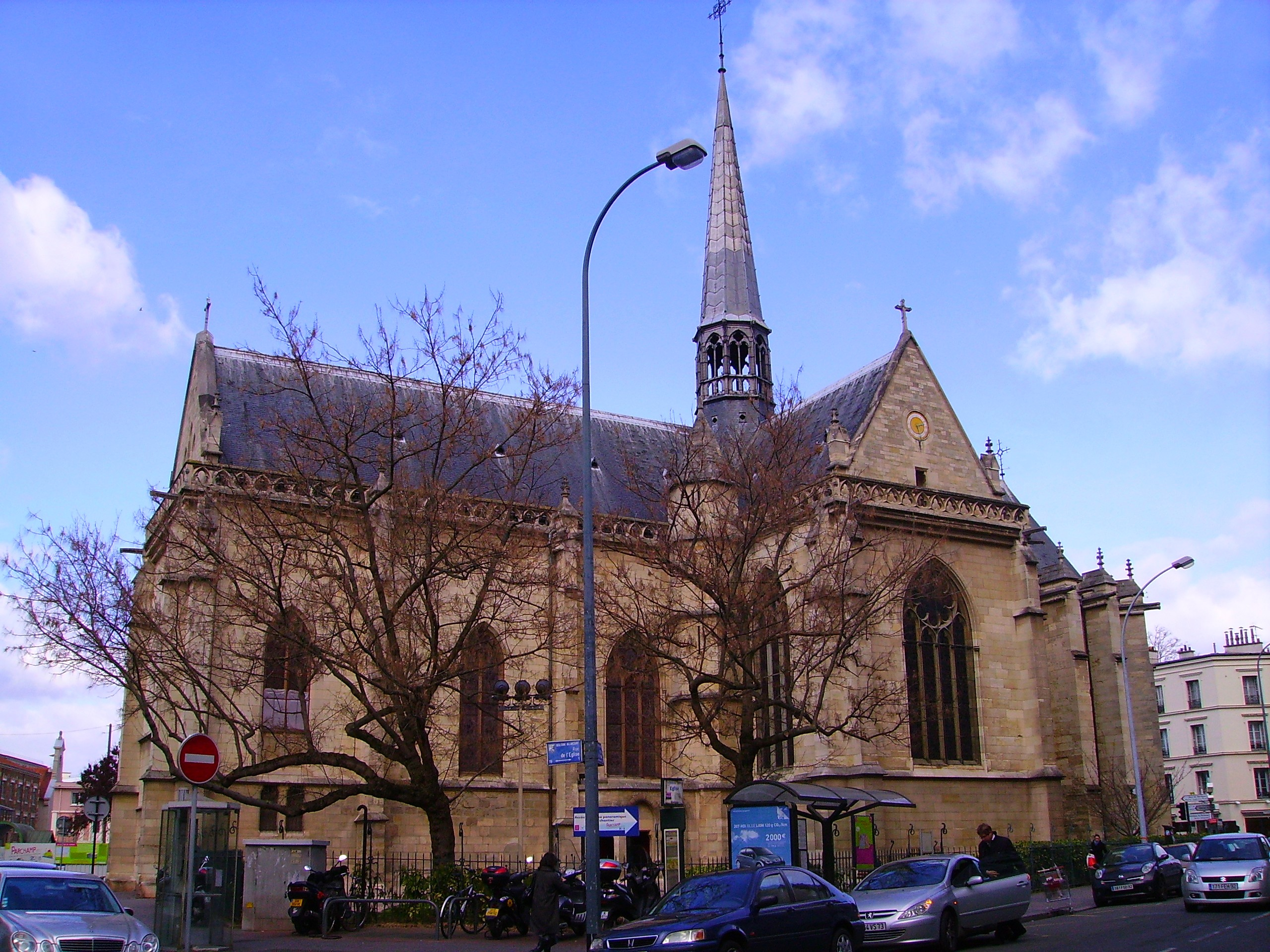
Église Notre-Dame-des-Menus
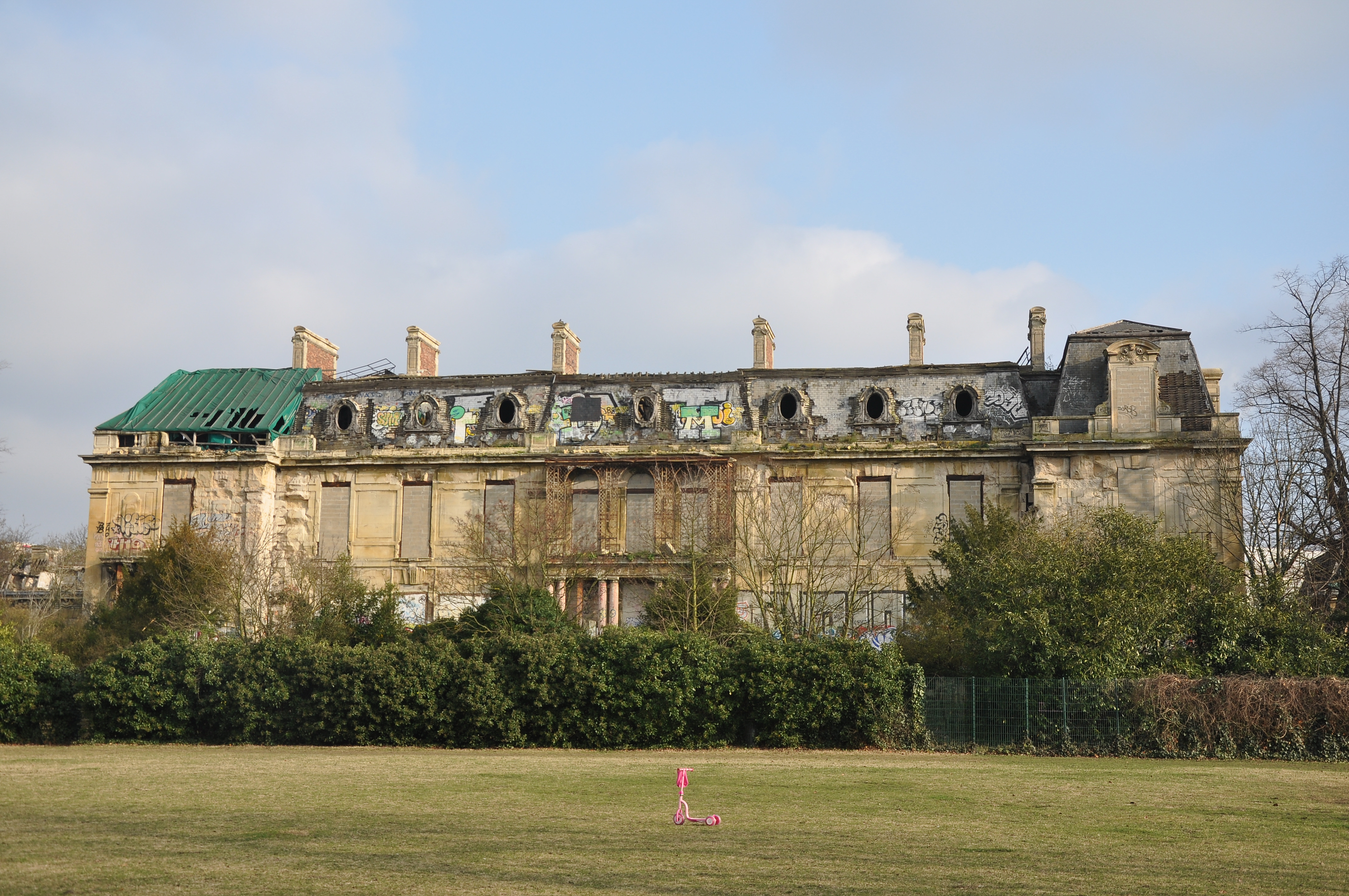
Le château Rothschild
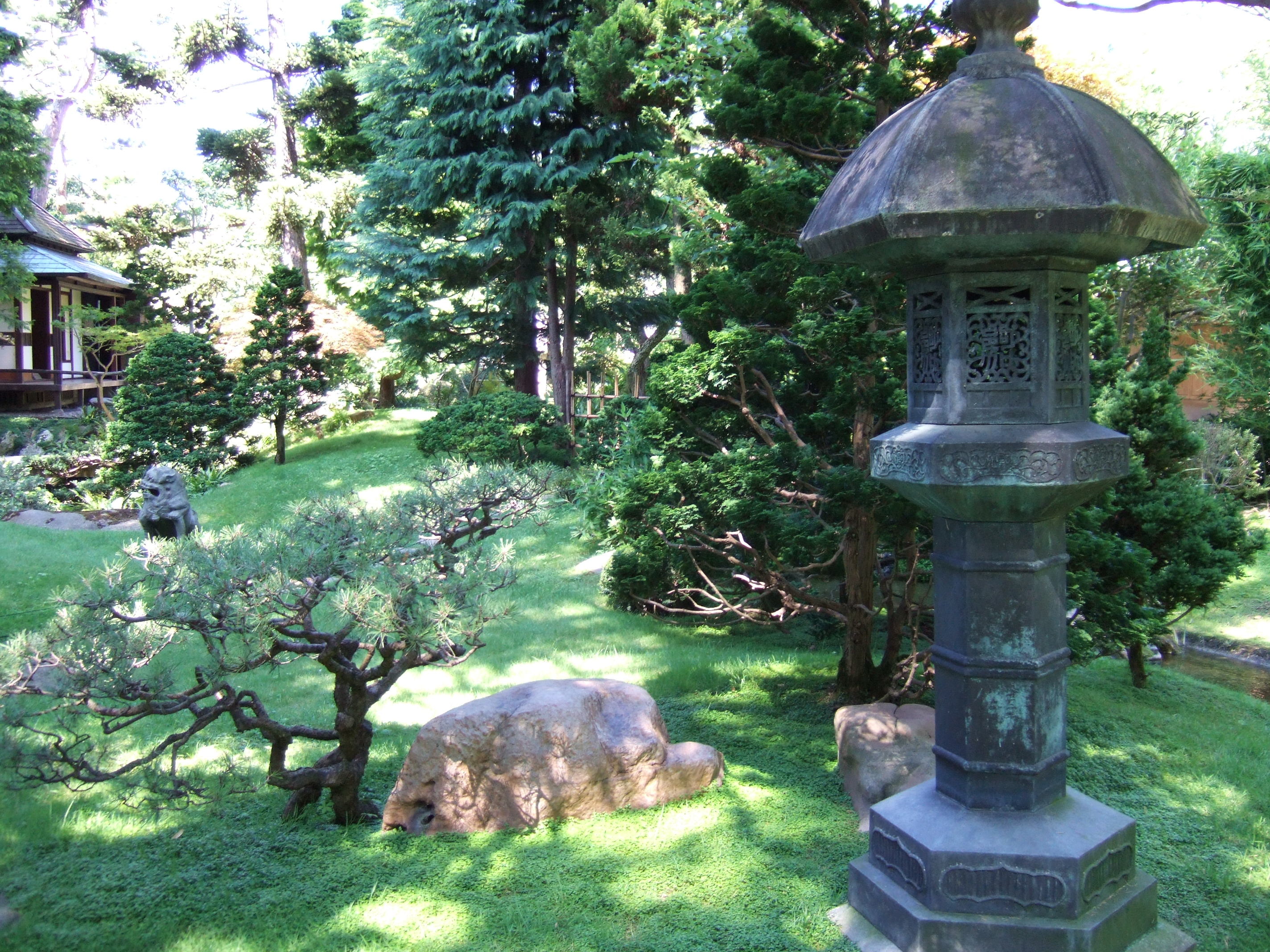
アルベール・カーン庭園の日本庭園